# Danh sách giải thưởng và đề cử của Châu Bút Sướng

Châu Bút Sướng (tiếng Trung: 周笔畅, bính âm: Zhōu Bǐchàng, sinh ngày 26 tháng 7 năm 1985). Cô là một ca sĩ, nhạc sĩ và diễn viên người Trung Quốc.
Tính đến năm 2021, cô đã giành được tổng cộng 271 giải thưởng trong và ngoài nước, đồng thời trở thành ca sĩ đại lục đầu tiên có danh hiệu "Nữ ca sĩ xuất sắc nhất", "Nữ ca sĩ được yêu thích nhất" và "Album xuất sắc nhất" trong 6 giải thưởng lớn của Billboard, Billboard Phương Đông và Danh sách Tiên phong Âm nhạc.

## Giải thưởng Châu Âu và Châu Mỹ
| # | Năm  | Lễ trao giải                                      | Giải thưởng                                                         | kết quả   | Tham khảo |
| - | ---- | ------------------------------------------------- | ------------------------------------------------------------------- | --------- | --------- |
| 1 | 2014 | Giải thưởng âm nhạc MTV châu Âu ( EMA) lần thứ 21 | Nghệ sĩ xuất sắc nhất thế giới                                      | Đoạt giải | [ 1 ]     |
| 2 | 2014 | Giải thưởng âm nhạc MTV châu Âu ( EMA) lần thứ 21 | Nghệ sĩ xuất sắc nhất Đông Nam Á, Trung Quốc, Hồng Kông và Đài Loan | Đoạt giải | [ 2 ]     |
| 3 | 2015 | American Children's Choice Awards lần thứ 28      | Nghệ sĩ Trung Quốc được yêu thích nhất                              | Đoạt giải | [ 3 ]     |

## Giải Âm nhạc Phong Vân Bảng - Music Billboard
Giải thưởng Âm nhạc hàng đầu Trung Quốc (tiếng Trung: 音乐风云榜年度盛典) là một lễ trao giải được Enlight Media tổ chức hàng năm kể từ năm 2001, nhằm tôn vinh những người trong làng âm nhạc Trung Quốc.
| #  | Năm  | Lễ trao giải               | Giải thưởng                                         | Tác phẩm                       | Kết quả   | Tham khảo |
| -- | ---- | -------------------------- | --------------------------------------------------- | ------------------------------ | --------- | --------- |
| 4  | 2006 | Music Billboard lần thứ 6  | Nữ ca sĩ được yêu thích nhất ở Trung Quốc đại lục   |                                | Đoạt giải | [ 4 ]     |
| 5  | 2007 | Music Billboard lần thứ 7  | Nghệ sĩ nữ xuất sắc nhất ở Trung Quốc đại lục       |                                | Đề cử     |           |
| 6  | 2007 | Music Billboard lần thứ 7  | Album hay nhất                                      | Ai Đã Chạm Vào Dây Đàn Của Tôi | Đề cử     |           |
| 7  | 2007 | Music Billboard lần thứ 7  | Nghệ sĩ mới xuất sắc nhất ở Trung Quốc Đại lục      |                                | Đề cử     |           |
| 8  | 2010 | Music Billboard lần thứ 10 | Ca sĩ nữ của lực lượng âm nhạc mới                  |                                | Đoạt giải | [ 5 ]     |
| 9  | 2010 | Music Billboard lần thứ 10 | Top 10 giai điệu vàng trong 10 năm                  | Tình Yêu Của Các Bạn           | Đoạt giải | [ 5 ]     |
| 10 | 2011 | Music Billboard lần thứ 11 | Nghệ sĩ nữ xuất sắc nhất (Trung Quốc đại lục)       |                                | Đoạt giải | [ 6 ]     |
| 12 | 2011 | Music Billboard lần thứ 11 | Bài hát hay nhất                                    | I miss U missing me            | Đoạt giải | [ 6 ]     |
| 13 | 2011 | Music Billboard lần thứ 11 | Album của năm                                       | I · Fish · Light · Mirror      | Đề cử     |           |
| 14 | 2012 | Music Billboard lần thứ 12 | Album hay nhất của năm                              | Black · Select · Bright        | Đoạt giải | [ 7 ]     |
| 15 | 2012 | Music Billboard lần thứ 12 | Nghệ sĩ nữ được yêu thích nhất (Trung Quốc đại lục) |                                | Đoạt giải | [ 7 ]     |
| 16 | 2012 | Music Billboard lần thứ 12 | Bài hát hay nhất                                    | I miss U missing me            | Đề cử     |           |
| 17 | 2012 | Music Billboard lần thứ 12 | Video âm nhạc hay nhấ                               | Black · Select · Bright        | Đề cử     |           |
| 18 | 2014 | Music Billboard lần thứ 14 | Nghệ sĩ nữ xuất sắc nhất                            |                                | Đoạt giải | [ 8 ]     |
| 19 | 2014 | Music Billboard lần thứ 14 | Nghệ sĩ nữ được yêu thích nhất (Trung Quốc đại lục) |                                | Đoạt giải | [ 8 ]     |
| 20 | 2014 | Music Billboard lần thứ 14 | Album hay nhất                                      | UNLOCK                         | Đề cử     |           |
| 21 | 2014 | Music Billboard lần thứ 14 | Lời bài hát hay nhất                                | Câu Nói Chúc Ngủ Ngon          | Đề cử     |           |
| 22 | 2015 | Music Billboard lần thứ 15 | Nữ nghệ sĩ nhạc Pop xuất sắc nhất                   |                                | Đoạt giải | [ 9 ]     |
| 23 | 2015 | Music Billboard lần thứ 15 | Ca sĩ phong cách thời trang của năm                 |                                | Đoạt giải | [ 9 ]     |
| 24 | 2016 | Music Billboard lần thứ 16 | Nữ nghệ sĩ xuất sắc nhất của năm                    |                                | Đoạt giải | [ 10 ]    |
| 25 | 2016 | Music Billboard lần thứ 16 | Nghệ sĩ nữ được yêu thích nhất                      |                                | Đoạt giải | [ 10 ]    |
| 26 | 2016 | Music Billboard lần thứ 16 | Bài hát chủ đề của web drama hay nhất               | Ta Lựa Chọn Yêu Chàng          | Đoạt giải | [ 10 ]    |

## Đông Phương Phong Vân Bảng
Đông Phương Phong Vân Bảng (Tiếng Trung:东方风云榜), là một giải thưởng âm nhạc được thành lập bởi Shanghai Media Group và phát sóng trên Dragon TV vào năm 1993 để vinh danh các nghệ sĩ và tác phẩm Mandopop ngành âm nhạc Trung Quốc.
| #  | Năm  | Lễ trao giải | Giải thưởng                             | Tác phẩm                                   | Kết quả   | Tham khảo |
| -- | ---- | ------------ | --------------------------------------- | ------------------------------------------ | --------- | --------- |
| 27 | 2006 | Lần thứ 13   | Ca sĩ được yêu thích nhất               |                                            | Đoạt giải | [ 11 ]    |
| 28 | 2006 | Lần thứ 13   | Top 10 bài hát vàng                     | Bút Ký                                     | Đoạt giải | [ 11 ]    |
| 29 | 2007 | Lần thứ 14   | Thành tích xuất sắc của năm             |                                            | Đoạt giải | [ 12 ]    |
| 30 | 2007 | Lần thứ 14   | Top 10 bài hát vàng                     | Số Điện Thoại                              | Đoạt giải | [ 12 ]    |
| 31 | 2008 | Lần thứ 15   | Ca sĩ nữ xuất sắc nhất                  |                                            | Đoạt giải | [ 13 ]    |
| 32 | 2008 | Lần thứ 15   | Top 10 bài hát vàng                     | Sông Lưu Dương 2008                        | Đoạt giải | [ 13 ]    |
| 33 | 2012 | Lần thứ 19   | Album hay nhất                          | Black · Select · Bright                    | Đoạt giải | [ 14 ]    |
| 34 | 2012 | Lần thứ 19   | Ca sĩ nổi tiếng nhất Trung Quốc đại lục |                                            | Đoạt giải | [ 14 ]    |
| 35 | 2013 | Lần thứ 20   | Bài hát hay nhất trong 20 năm           | Bút Ký                                     | Đoạt giải |           |
| 36 | 2014 | Lần thứ 21   | Ca sĩ nữ xuất sắc nhất                  |                                            | Đoạt giải | [ 15 ]    |
| 37 | 2014 | Lần thứ 21   | Ca sĩ nổi tiếng Châu Á                  |                                            | Đoạt giải | [ 15 ]    |
| 38 | 2015 | Lần thứ 22   | Ca sĩ nữ xuất sắc nhất                  |                                            | Đoạt giải | [ 16 ]    |
| 39 | 2016 | Lần thứ 23   | Ca sĩ nữ xuất sắc nhất                  |                                            | Đoạt giải | [ 17 ]    |
| 40 | 2016 | Lần thứ 23   | Album hay nhất                          | Phiên Bạch Nhãn                            | Đoạt giải | [ 17 ]    |
| 41 | 2017 | Lần thứ 24   | Top 10 bài hát vàng                     | Longing For You                            | Đoạt giải | [ 18 ]    |
| 42 | 2017 | Lần thứ 24   | Nghệ sĩ Crossover của năm               |                                            | Đoạt giải | [ 18 ]    |
| 43 | 2017 | Lần thứ 24   | Nữ ca sĩ được yêu thích nhất            |                                            | Đoạt giải | [ 18 ]    |
| 44 | 2018 | Lần thứ 25   | Nữ ca sĩ xuất sắc nhất                  |                                            | Đoạt giải | [ 19 ]    |
| 45 | 2018 | Lần thứ 25   | Giải thưởng bình chọn ca sĩ nữ          |                                            | Đoạt giải | [ 19 ]    |
| 46 | 2018 | Lần thứ 25   | Buổi hòa nhạc có ảnh hưởng nhất         | "Not Typical" Concert                      | Đoạt giải | [ 19 ]    |
| 47 | 2019 | Lần thứ 26   | Top 10 bài hát vàng                     | Sự Kỳ Vọng Đẹp Nhất                        | Đoạt giải | [ 20 ]    |
| 48 | 2019 | Lần thứ 26   | Buổi hòa nhạc từ thiện của năm          | Châu Bút Sướng Begins To Love Concert 2018 | Đoạt giải | [ 20 ]    |
| 49 | 2019 | Lần thứ 26   | Ca sĩ nữ xuất sắc nhất                  |                                            | Đoạt giải | [ 20 ]    |
| 50 | 2020 | Lần thứ 27   | Top 10 bài hát vàng                     | Bài Hát Con Voi                            | Đoạt giải | [ 21 ]    |
| 51 | 2020 | Lần thứ 27   | Album hay nhất                          | LUNAR                                      | Đoạt giải | [ 21 ]    |
| 52 | 2020 | Lần thứ 27   | Nữ ca sĩ xuất sắc nhất                  |                                            | Đoạt giải | [ 21 ]    |

## MusicRadio Trung Quốc
MusicRadio China Top Chart Awards (Tiến Trung: MusicRadio中国TOP排行榜), là một lễ trao giải âm nhạc được thành lập bởi Đài phát thanh Quốc gia Trung Quốc vào năm 2003.
| #  | Năm  | Lễ trao giải | Giải thưởng                                         | Tác phẩm                          | Kết quả   | Tham khảo |
| -- | ---- | ------------ | --------------------------------------------------- | --------------------------------- | --------- | --------- |
| 53 | 2007 | Lần thứ 5    | Giai điệu vàng của năm                              | Đừng Yêu Em Như Yêu Một Người Bạn | Đoạt giải |           |
| 54 | 2008 | Lần thứ 6    | Giai điệu vàng của năm                              | WOW                               | Đoạt giải | [ 22 ]    |
| 55 | 2008 | Lần thứ 6    | Nghệ sĩ nữ xuất sắc nhất                            |                                   | Đoạt giải | [ 22 ]    |
| 56 | 2008 | Lần thứ 6    | Bài hát hay nhất                                    | WOW                               | Đoạt giải | [ 22 ]    |
| 57 | 2008 | Lần thứ 6    | Album hay nhất của năm                              | WOW                               | Đề cử     | [ 23 ]    |
| 58 | 2008 | Lần thứ 6    | Nghệ sĩ nữ được yêu thích nhất (Trung Quốc đại lục) |                                   | Đề cử     | [ 23 ]    |
| 59 | 2010 | Lần thứ 8    | Nghệ sĩ nữ được yêu thích nhất (Trung Quốc đại lục) |                                   | Đoạt giải | [ 24 ]    |
| 60 | 2010 | Lần thứ 8    | Nghệ sĩ Allround                                    |                                   | Đoạt giải | [ 24 ]    |
| 61 | 2010 | Lần thứ 8    | Giai điệu vàng của năm                              | Tình Yêu Của Các Bạn              | Đoạt giải | [ 24 ]    |
| 62 | 2011 | Lần thứ 9    | Album hay nhất của năm (Trung Quốc đại lục)         | I · Fish · Light · Mirror         | Đoạt giải | [ 25 ]    |
| 63 | 2011 | Lần thứ 9    | Nghệ sĩ nữ được yêu thích nhất (Trung Quốc đại lục) |                                   | Đoạt giải | [ 25 ]    |
| 64 | 2011 | Lần thứ 9    | Giai điệu vàng của năm                              | Cá Hộp                            | Đoạt giải | [ 25 ]    |
| 65 | 2011 | Lần thứ 9    | Ca khúc hay nhất                                    | Cá Hộp                            | Đoạt giải | [ 25 ]    |
| 66 | 2011 | Lần thứ 9    | Nhà sản xuất tốt nhất                               |                                   | Đoạt giải | [ 25 ]    |
| 67 | 2011 | Lần thứ 9    | Nghệ sĩ nữ xuất sắc nhất (Trung Quốc đại lục)       |                                   | Đề cử     |           |
| 68 | 2012 | Lần thứ 10   | Nghệ sĩ nữ được yêu thích nhất (Trung Quốc đại lục) |                                   | Đề cử     | [ 26 ]    |
| 69 | 2012 | Lần thứ 10   | Album yêu thích (Trung Quốc đại lục)                |                                   | Đề cử     | [ 26 ]    |
| 70 | 2012 | Lần thứ 10   | Giai điệu vàng của năm                              | Quả Táo Đen                       | Đoạt giải | [ 27 ]    |
| 71 | 2014 | Lần thứ 12   | Giai điệu vàng của năm                              | Running Away                      | Đoạt giải | [ 28 ]    |
| 72 | 2014 | Lần thứ 12   | Nghệ sĩ nữ được yêu thích nhất (Trung Quốc đại lục) |                                   | Đề cử     |           |
| 73 | 2016 | Lần thứ 14   | Nữ ca sĩ xuất sắc nhất đại lục                      |                                   | Đoạt giải | [ 29 ]    |
| 74 | 2016 | Lần thứ 14   | Album xuất sắc nhất đại lục                         | Phiến Bạch Nhãn III               | Đoạt giải | [ 29 ]    |

## Giải thưởng Người tiên phong âm nhạc 9 + 2
Tiếng Trung: 音乐先锋榜
| #  | Năm  | Lễ trao giải | Giải thưởng                                                  | Tác phẩm                       | Kết quả   | Tham khảo |
| -- | ---- | ------------ | ------------------------------------------------------------ | ------------------------------ | --------- | --------- |
| 75 | 2006 | Lần thứ 6    | Top 10 bài hát tiên phong của năm                            | Số Điện Thoại                  | Đoạt giải | [ 30 ]    |
| 76 | 2006 | Lần thứ 6    | Album xuất sắc nhất                                          | Ai Đã Chạm Vào Dây Đàn Của Tôi | Đoạt giải | [ 30 ]    |
| 77 | 2006 | Lần thứ 6    | Nữ ca sĩ tiên phong được yêu thích nhất (Trung Quốc đại lục) |                                | Đoạt giải | [ 30 ]    |
| 78 | 2008 | Lần thứ 7    | Album hay nhất                                               | Now                            | Đoạt giải | [ 31 ]    |
| 79 | 2008 | Lần thứ 7    | Top 10 bài hát vàng tiên phong ở đại lục                     | Sông Lưu Dương 2008            | Đoạt giải | [ 31 ]    |
| 80 | 2008 | Lần thứ 7    | Ca sĩ tiên phong nổi tiếng nhất trên Internet                |                                | Đoạt giải | [ 31 ]    |
| 81 | 2008 | Lần thứ 7    | Nữ ca sĩ tiên phong được yêu thích nhất (Trung Quốc đại lục) |                                | Đoạt giải | [ 31 ]    |
| 82 | 2010 | Lần thứ 9    | Bài hát ra mắt hay nhất                                      | Búp Bê                         | Đoạt giải | [ 32 ]    |
| 83 | 2010 | Lần thứ 9    | Top 10 bài hát vàng tiên phong ở đại lục                     | Tình Yêu Của Các Bạn           | Đoạt giải | [ 32 ]    |
| 84 | 2010 | Lần thứ 9    | Top 5 ca sĩ nữ tiên phong quốc gia                           |                                | Đoạt giải | [ 32 ]    |
| 85 | 2011 | Lần thứ 10   | Lời bài hát hay nhất                                         | Cá Hộp                         | Đoạt giải | [ 33 ]    |
| 86 | 2013 | Lần thứ 12   | Album hay nhất                                               | Unlock                         | Đoạt giải | [ 34 ]    |
| 87 | 2013 | Lần thứ 12   | Top 10 bài hát vàng tiên phong ở đại lục                     | Bạn Thân                       | Đoạt giải | [ 34 ]    |
| 88 | 2013 | Lần thứ 12   | Nữ ca sĩ tiên phong xuất sắc nhất ở Trung Quốc đại lục       |                                | Đoạt giải | [ 34 ]    |

## Sprite-China Original Music Pop Chart
Bảng xếp hạng nhạc pop gốc Trung Quốc (中国原创音乐流行榜)
| #  | Năm  | Lễ trao giải | Giải thưởng                                       | Tác phẩm                  | Kết quả   | Tham khảo |
| -- | ---- | ------------ | ------------------------------------------------- | ------------------------- | --------- | --------- |
| 89 | 2010 | Lần thứ 9    | Bài hát vàng (Trung Quốc đại lục)                 | Câu Nói Này               | Đoạt giải | [ 35 ]    |
| 90 | 2010 | Lần thứ 9    | Ca sĩ nữ được yêu thích nhất (Trung Quốc đại lục) |                           | Đoạt giải | [ 35 ]    |
| 91 | 2010 | Lần thứ 9    | Thần tượng nhạc pop quốc gia được yêu thích nhất  |                           | Đoạt giải | [ 35 ]    |
| 92 | 2011 | Lần thứ 10   | Album hay nhất (Trung Quốc đại lục)               | I · Fish · Light · Mirror | Đoạt giải | [ 36 ]    |
| 93 | 2011 | Lần thứ 10   | Bài hát vàng (Trung Quốc đại lục)                 | Gương Một Mặt             | Đoạt giải | [ 36 ]    |
| 94 | 2011 | Lần thứ 10   | Nữ ca sĩ xuất sắc nhất (Trung Quốc đại lục)       |                           | Đoạt giải | [ 36 ]    |
| 95 | 2012 | Lần thứ 11   | Nữ ca sĩ được yêu thích nhất (Trung Quốc đại lục) |                           | Đoạt giải | [ 37 ]    |
| 96 | 2012 | Lần thứ 11   | Album hay nhất (Trung Quốc đại lục)               | Black · Select · Bright   | Đoạt giải | [ 37 ]    |
| 97 | 2012 | Lần thứ 11   | Bài hát vàng (Trung Quốc đại lục)                 | Đối Chủy                  | Đoạt giải | [ 37 ]    |

## Metro Radio Mandarin Hits Music Awards
Lễ trao giải thưởng khả năng tiếng Quan thoại của Metro Hồng Kông (香港新城国语力颁奖礼)
| #   | Năm  | Lễ trao giải | Giải thưởng                                                  | Tác phẩm             | Kết quả   | Tham khảo |
| --- | ---- | ------------ | ------------------------------------------------------------ | -------------------- | --------- | --------- |
| 98  | 2006 | Lần thứ 5    | Nữ ca sĩ Mandarin Force                                      |                      | Đoạt giải | [ 38 ]    |
| 99  | 2006 | Lần thứ 5    | Nữ ca sĩ được yêu thích nhất trên toàn quốc                  |                      | Đoạt giải | [ 38 ]    |
| 100 | 2006 | Lần thứ 5    | Bài hát Karaoke phổ biến nhất của Mandarin Force             | Bút Ký               | Đoạt giải | [ 38 ]    |
| 101 | 2009 | Lần thứ 8    | Nữ ca sĩ Mandarin Force                                      |                      | Đoạt giải | [ 39 ]    |
| 102 | 2009 | Lần thứ 8    | Ca sĩ được yêu thích nhất trên toàn quốc                     |                      | Đoạt giải | [ 39 ]    |
| 103 | 2009 | Lần thứ 8    | Metro Radio Mandarin New Force Songs                         | Tình Yêu Của Các Bạn | Đoạt giải | [ 39 ]    |
| 104 | 2010 | Lần thứ 9    | Nữ ca sĩ Mandarin Force                                      |                      | Đoạt giải | [ 40 ]    |
| 105 | 2010 | Lần thứ 9    | Ca sĩ nổi tiếng nhất quốc gia Mandarin Force                 |                      | Đoạt giải | [ 40 ]    |
| 106 | 2010 | Lần thứ 9    | Bài hát tiếng phổ thông hay nhất của Mandarin Force          | Cá Hộp               | Đoạt giải | [ 40 ]    |
| 107 | 2011 | Lần thứ 10   | Giải thưởng biểu diễn sân khấu được yêu thích nhất toàn quốc |                      | Đoạt giải | [ 41 ]    |
| 108 | 2013 | Lần thứ 12   | Ca sĩ được yêu thích nhất quốc gia                           |                      | Đoạt giải | [ 42 ]    |
| 109 | 2013 | Lần thứ 12   | Album Mandarin Force                                         | Unlock               | Đoạt giải | [ 42 ]    |
| 110 | 2013 | Lần thứ 12   | Mandarin Force Song                                          | Running Away         | Đoạt giải | [ 42 ]    |
| 111 | 2014 | Lần thứ 13   | Mandarin Force Ca sĩ của năm                                 |                      | Đoạt giải | [ 43 ]    |
| 112 | 2014 | Lần thứ 13   | Ca sĩ được yêu thích nhất quốc gia                           |                      | Đoạt giải | [ 43 ]    |
| 113 | 2014 | Lần thứ 13   | Mandarin Force Song                                          | Đừng Quên            | Đoạt giải | [ 43 ]    |

## Bảng xếp hạng các bài hát Trung Quốc toàn cầu
Tiếng Trung: 全球华语歌曲排行榜 , Tiếng Anh: Global Chinese Music Awards
| #   | Năm  | Lễ trao giải | Giải thưởng                              | Tác phẩm              | Kết quả   | Tham khảo |
| --- | ---- | ------------ | ---------------------------------------- | --------------------- | --------- | --------- |
| 114 | 2006 | Lần thứ 6    | Giải thưởng nghệ sĩ toàn năng            |                       | Đoạt giải | [ 44 ]    |
| 115 | 2006 | Lần thứ 6    | Người mới nổi tiếng nhất                 |                       | Đoạt giải | [ 44 ]    |
| 116 | 2006 | Lần thứ 6    | Ca sĩ xuất sắc ở Quảng Đông              |                       | Đoạt giải | [ 44 ]    |
| 117 | 2007 | Lần thứ 7    | Giải thưởng nghệ sĩ toàn năng            |                       | Đoạt giải | [ 45 ]    |
| 118 | 2007 | Lần thứ 7    | Ca sĩ xuất sắc ở Quảng Đông              |                       | Đoạt giải | [ 45 ]    |
| 119 | 2007 | Lần thứ 7    | Top 5 nữ ca sĩ được yêu thích nhất       |                       | Đoạt giải | [ 45 ]    |
| 120 | 2007 | Lần thứ 7    | Giai điệu vàng                           | Tương Lai Của Sau Này | Đoạt giải | [ 45 ]    |
| 121 | 2008 | Lần thứ 8    | Top 5 nữ ca sĩ được yêu thích nhất       |                       | Đoạt giải | [ 46 ]    |
| 122 | 2009 | Lần thứ 9    | Ca sĩ xuất sắc ở Quảng Đông              |                       | Đoạt giải | [ 47 ]    |
| 123 | 2009 | Lần thứ 9    | Ca sĩ được đề xuất bởi giới truyền thông |                       | Đoạt giải | [ 47 ]    |
| 124 | 2009 | Lần thứ 9    | Giai điệu vàng                           | Tình Yêu Của Các Bạn  | Đoạt giải | [ 47 ]    |
| 125 | 2010 | Lần thứ 10   | Giai điệu vàng                           | Cá Hộp                | Đoạt giải | [ 48 ]    |
| 126 | 2013 | Lần thứ 13   | Ca sĩ xuất sắc ở Quảng Đông              |                       | Đoạt giải | [ 49 ]    |
| 127 | 2013 | Lần thứ 13   | Top 5 nữ ca sĩ được yêu thích nhất       |                       | Đoạt giải | [ 49 ]    |
| 128 | 2013 | Lần thứ 13   | Giai điệu vàng                           | Xương Sườn            | Đoạt giải | [ 49 ]    |
| 129 | 2013 | Lần thứ 13   | Album hay nhất                           | Unclock               | Đoạt giải | [ 49 ]    |

## TVB8 Mandarin Music On Demand Awards
Lễ trao giải Bài hát vàng TVB8 của Hồng Kông (香港TVB8金曲榜颁奖典礼)
| #   | Năm  | Lễ trao giải | Giải thưởng                                     | Tác phẩm             | Kết quả   | Tham khảo |
| --- | ---- | ------------ | ----------------------------------------------- | -------------------- | --------- | --------- |
| 130 | 2006 | Lần thứ 8    | Nữ ca sĩ được yêu thích nhất Trung Quốc đại lục |                      | Đoạt giải | [ 50 ]    |
| 131 | 2006 | Lần thứ 8    | Giai điệu vàng                                  | Chỉ Còn Lại Tôi      | Đoạt giải | [ 50 ]    |
| 132 | 2006 | Lần thứ 8    | Nữ ca sĩ mới được yêu thích nhất: Giải vàng     |                      | Đoạt giải | [ 50 ]    |
| 133 | 2007 | Lần thứ 9    | Nữ ca sĩ được yêu thích nhất Trung Quốc đại lục |                      | Đề cử     | [ 51 ]    |
| 134 | 2007 | Lần thứ 9    | Nữ ca sĩ được yêu thích nhất                    |                      | Đề cử     | [ 51 ]    |
| 135 | 2007 | Lần thứ 9    | Giai điệu vàng                                  | Wow                  | Đề cử     | [ 51 ]    |
| 136 | 2009 | Lần thứ 11   | Giai điệu vàng                                  | Tình Yêu Của Các Bạn | Đoạt giải | [ 52 ]    |
| 137 | 2009 | Lần thứ 11   | Nữ ca sĩ được yêu thích nhất Trung Quốc đại lục |                      | Đoạt giải | [ 52 ]    |

## China Music Awards (CMA)
Giải thưởng âm nhạc Trung Quốc (全球华语榜中榜)
| #   | Năm  | Lễ trao giải | Giải thưởng                                     | Tác phẩm                                     | Kết quả   | Tham khảo |
| --- | ---- | ------------ | ----------------------------------------------- | -------------------------------------------- | --------- | --------- |
| 138 | 2006 | Lần thứ 12   | Bài hát được tìm kiếm phổ biến nhất trong năm   | Bút Ký                                       | Đoạt giải | [ 53 ]    |
| 139 | 2007 | Lần thứ 13   | Người mới xuất sắc nhất của năm                 |                                              | Đoạt giải | [ 54 ]    |
| 140 | 2008 | Lần thứ 14   | Nữ ca sĩ được yêu thích nhất Trung Quốc đại lục |                                              | Đề cử     | [ 55 ]    |
| 141 | 2013 | Lần thứ 17   | Nữ ca sĩ được yêu thích nhất Trung Quốc đại lục |                                              | Đoạt giải | [ 56 ]    |
| 142 | 2014 | Lần thứ 18   | Nữ ca sĩ được yêu thích nhất Trung Quốc đại lục |                                              | Đoạt giải | [ 57 ]    |
| 143 | 2014 | Lần thứ 18   | Album được sưởi ấm hàng năm                     | Unclock                                      | Đoạt giải | [ 57 ]    |
| 144 | 2015 | Lần thứ 19   | Nữ ca sĩ xuất sắc nhất Trung Quốc đại lục       |                                              | Đoạt giải | [ 58 ]    |
| 145 | 2015 | Lần thứ 19   | Nữ ca sĩ được yêu thích nhất Trung Quốc đại lục |                                              | Đề cử     |           |
| 146 | 2016 | Lần thứ 20   | Nữ ca sĩ xuất sắc nhất Trung Quốc đại lục       |                                              | Đoạt giải | [ 59 ]    |
| 147 | 2016 | Lần thứ 20   | Buổi hòa nhạc hay nhất                          | BOOM! Bibi Zhou 2015 Concert Tour            | Đoạt giải | [ 59 ]    |
| 148 | 2018 | Lần thứ 22   | Nữ ca sĩ xuất sắc nhất Trung Quốc đại lục       |                                              | Đoạt giải | [ 60 ]    |
| 149 | 2018 | Lần thứ 22   | Buổi hòa nhạc hay nhất                          | 2017 Bichang Zhou Tour Concert "Not Typical" | Đoạt giải | [ 60 ]    |

## Giải thưởng âm nhạc MIGU
MIGU Music Awards (tiếng Trung: 无线音乐盛典咪咕汇)
| #   | Năm  | Lễ trao giải | Giải thưởng                                       | Tác phẩm      | Kết quả   | Tham khảo |
| --- | ---- | ------------ | ------------------------------------------------- | ------------- | --------- | --------- |
| 150 | 2007 | Lần thứ nhất | Bài hát điện ảnh và truyền hình bán chạy nhất năm | Số Điện Thoại | Đoạt giải | [ 61 ]    |
| 151 | 2007 | Lần thứ nhất | Nữ ca sĩ đại lục bán chạy nhất năm                |               | Đoạt giải | [ 61 ]    |
| 152 | 2007 | Lần thứ nhất | Giải thưởng đóng góp đặc biệt                     |               | Đoạt giải | [ 61 ]    |
| 153 | 2013 | Lần thứ 7    | Nữ ca sĩ có ảnh hưởng nhất                        |               | Đoạt giải | [ 62 ]    |
| 154 | 2013 | Lần thứ 7    | Bài hát cá nhân bán chạy nhất                     | Xương Sườn    | Đoạt giải | [ 62 ]    |

## Lễ trao giải Hong Kong Tân Thành Kinh Bạo
Tiếng trung:香港新城劲爆颁奖礼
| #   | Năm  | Lễ trao giải                               | Giải thưởng                                    | Tác phẩm  | Kết quả   | Tham khảo |
| --- | ---- | ------------------------------------------ | ---------------------------------------------- | --------- | --------- | --------- |
| 155 | 2005 |                                            | Giải thưởng ca sĩ được yêu thích nhất quốc gia |           | Đoạt giải | [ 63 ]    |
| 156 | 2009 |                                            | Ca sĩ xuất sắc nhất (Bình chọn trực tuyến)     |           | Đoạt giải | [ 64 ]    |
| 157 | 2009 | Ca sĩ tiếng phổ thông xuất sắc nhất        |                                                | Đoạt giải |           | [ 64 ]    |
| 158 | 2009 | Bài hát hay nhất                           | Búp Bê                                         | Đoạt giải |           | [ 64 ]    |
| 159 | 2010 |                                            | Bài hát tiếng phổ thông hay nhất               | Cá Hộp    | Đoạt giải | [ 65 ]    |
| 160 | 2010 | Ca sĩ tiếng phổ thông xuất sắc nhất        |                                                | Đoạt giải |           | [ 65 ]    |
| 161 | 2010 | Ca sĩ xuất sắc nhất (Bình chọn trực tuyến) |                                                | Đoạt giải |           | [ 65 ]    |

## Giải Giai điệu vàng Trung Quốc
Sprite Music Chart Awards (华语金曲奖)

## Lễ hội âm nhạc Trung Quốc toàn cầu Music King
Music King Awards (劲歌王全球华人乐坛音乐盛典)

## Baidu Boiling Point
Điểm sôi động giải trí Baidu (百度娱乐沸点)